# Moers Festival

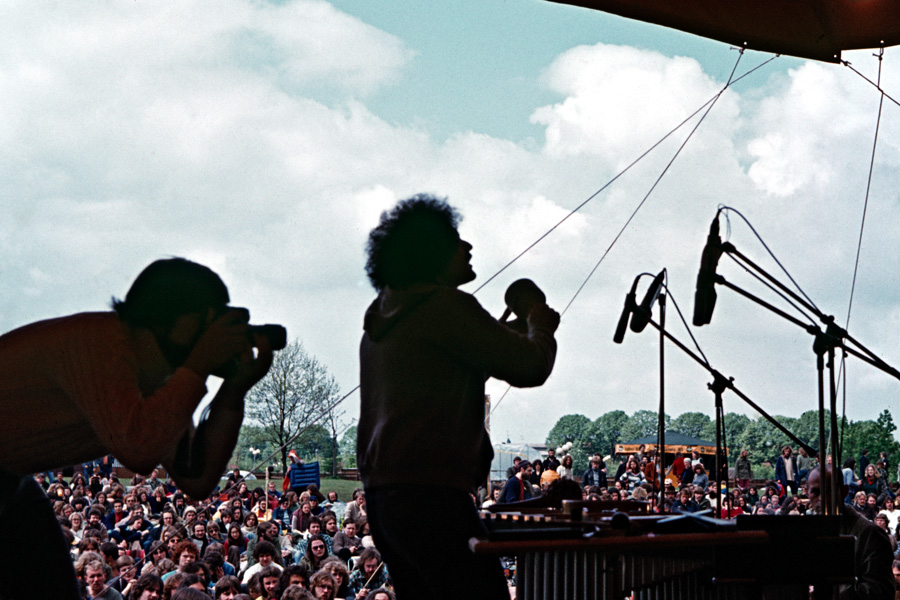
David Friedman 1978 am Vibraphon beim Internationalen New Jazz Festival Moers.

Das Moers Festival ist ein internationales Musikfestival in Moers am Niederrhein (Nordrhein-Westfalen). Gegründet 1972, zunächst mit zwei, ein Jahr später mit drei Festivaltagen, fand es von 1974 bis 2010 jährlich an vier Tagen zu Pfingsten statt und wurde wegen städtischer Sparmaßnahmen ab 2011 auf drei Tage gekürzt. Seit 2014 findet das Festival wieder auf vier Tage verteilt in der enni.eventhalle sowie seit 2021 wieder im Moerser Stadtpark statt.

## Geschichte

### Internationales New Jazz Festival Moers (1972–2005)

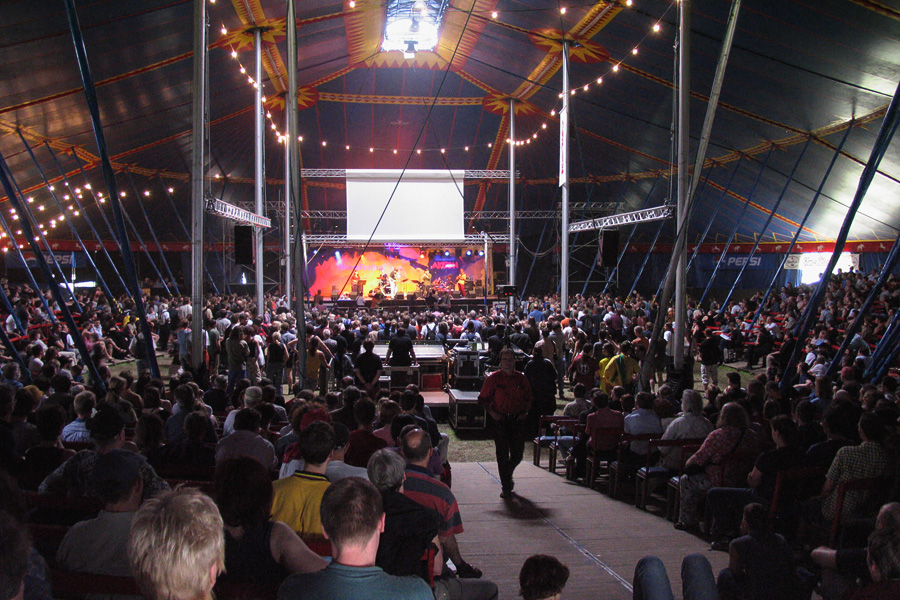
Festivalzelt, 2004

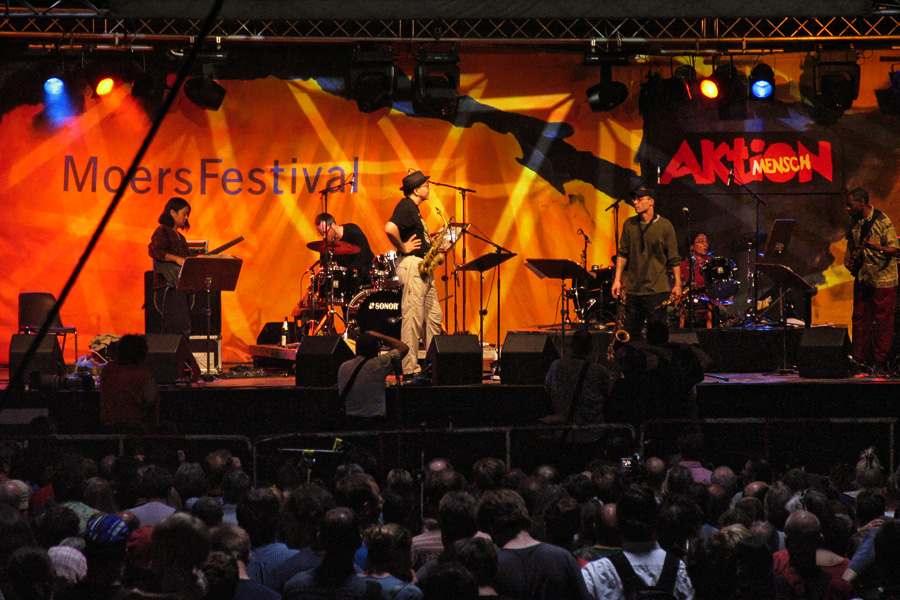
Ned Rothenberg Sextett, 2004

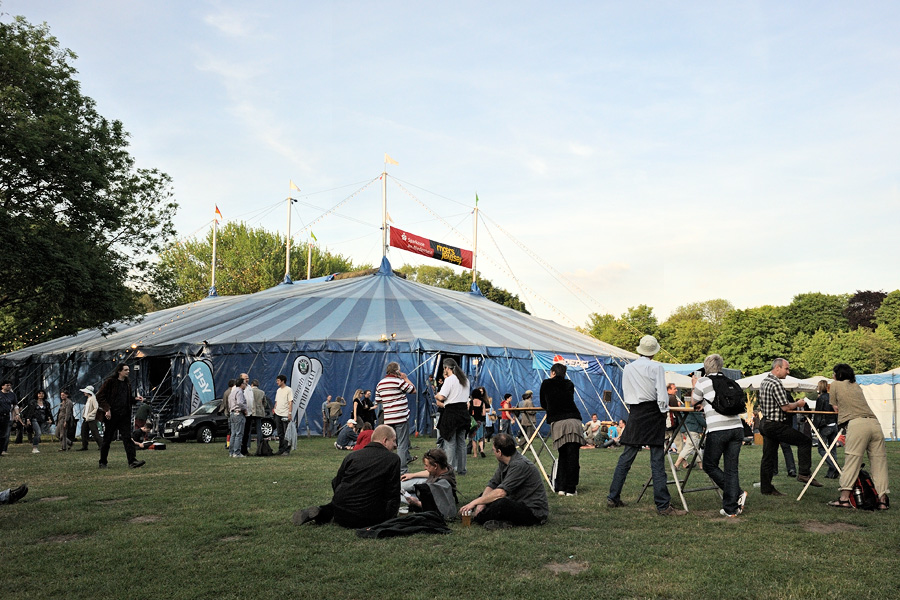
Moers Festival, 2010

Burkhard Hennen organisierte 1972 als künstlerischer Leiter das Internationale New Jazz Festival Moers mit Unterstützung von Kulturvertretern der Stadt Moers. Das Free-Jazz-Festival etablierte sich schnell in der nationalen und internationalen Szene der freien Jazzmusik.
In den ersten Jahren war der Schlosshof des Moerser Schlosses der Spielort für die Künstler. Dann verlagerte man 1975 das Festival in den nahe gelegenen Freizeitpark, da die Konzerte immer mehr Besucher anzogen. Nach einigen Jahren unter freiem Himmel mit vielen Regengüssen wurde das Jazzfestival von 1983 bis 1986 in die Moerser Eissporthalle verlegt; von 1987 bis 2013 fand das Festival im größten Zirkuszelt Europas wieder im Moerser Freizeitpark statt. Hennen erweiterte 1979 das Festival an den Vormittagen mit „Projekten“, bei denen Musiker verschiedener Gruppen zusammen improvisierten.
Ab 1979 zeichnete das WDR-Fernsehen das Festival regelmäßig auf und erweiterte später die Zusammenarbeit mit Radioübertragungen und -aufzeichnungen in den Sendern WDR 3 und WDR 5. Im Jahr 2002 drängte die Programmdirektion des WDR auf ein Mitspracherecht bei der Programmgestaltung. Da der WDR sich schon zuvor zunehmend aus der Fernsehaufzeichnung zurückgezogen hatte und die morgendlichen Improvisations-Projekte für „nicht sendefähig“ hielt, war für Hennen das Maß voll und er kündigte den Vertrag mit dem Sender auf. Der öffentlich-rechtliche Radiosender NPS der nahe gelegenen Niederlande überträgt seit 2001 Live-Konzerte.
1985 führte Hennen eine weitere Reihe in das Festival ein, die African Dance Night, die sich nicht nur einem neuen Musikspektrum öffnete, sondern auch zu einem attraktiven Angebot für Nicht-Jazzfans aus der Region wurde. Afrikanische Superstars wie Mori Kante, Salif Keïta, Cheb Mami oder Youssou N’Dour traten auf und brachten das Publikum zum Tanzen. Diese Veranstaltung wurde in der Moerser Eissporthalle durchgeführt, zuletzt im Jahre 2005.
Im Laufe der Zeit erweiterte sich der Musikcharakter des Festivals vom reinen, freien Jazz über Weltmusik bis hin zu den Grenzgängern populärer Musik von heute wie Soul, Funk und Hip-Hop. Das Verständnis der Festivalmacher von Freier Musik entwickelte und differenzierte sich beständig, experimentelle und improvisierte Musik entdeckten und präsentierten sie zunehmend auch in den Musikstilen anderer Ethnien: „das jazz-typische Phänomen der Improvisation [wird] seit Jahrhunderten auch in anderen Musik-Kulturen … gepflegt“. Einige Musikkritiker sahen darin eine Auflösung des Jazz, andere begrüßten diese Entwicklung. Die Liste der hochkarätigen Musiker, die im Laufe der Jahre auf dem Festival aufgetreten sind, ist lang. Unter anderem spielten Cecil Taylor, Lester Bowie, Anthony Braxton, Peter Brötzmann, John Carter, Archie Shepp, Sun Ra, Art Ensemble of Chicago, Mars Williams, Shibusa Shirazu, Jamaaladeen Tacuma, Ornette Coleman, um nur einige Musiker zu nennen.

### mœrs festival 2006–2016
Nach 34 Jahren gab Burkhard Hennen im Jahr 2005 die künstlerische Leitung des Festivals wegen weiterer Querelen mit der Moerser Stadtverwaltung auf. Als neuer künstlerischer Leiter wurde Reiner Michalke durch die neu gegründete „Festival Moers Kultur GmbH“ eingesetzt. Seit 2006 trägt es die Wortmarke mœrs festival. Mit dem Wechsel des Veranstalters wurde ab 2006 die eintägige African Dance Night durch nächtliche Projekte rund um das Festivalgelände und in der Innenstadt abgelöst.
Der knappe Finanzetat der Stadt wurde im Mai 2010 zum Anlass genommen, erneut alle Bestandteile des Festivals radikal in Zweifel zu ziehen. So wurde erwogen, ab 2011 alle Camper an der Finanzierung zu beteiligen oder den Pfingstmontag zu streichen. Aufsichtsratsmitglieder der 2005 gegründeten Festival Moers Kultur GmbH wollten auch den neuen künstlerischen Leiter Reiner Michalke ablösen: „Teile der politischen Elite von Moers hoffen auf eine Abschaffung des Festivals“. Im Sommer 2010 beschloss der Moerser Stadtrat eine Streichung des Pfingstmontages als Veranstaltungstag. Zusätzlich wurde seit 2011 eine Gebühr für die Übernachtung im Zelt von den Besuchern verlangt, die keine gültige Eintrittskarte für das Konzertzelt vorweisen konnten.
Wegen der angespannten Finanzlage der Stadt Moers drohte den Kulturschaffenden 2012 eine weitere Sparwelle: „Große Kulturveranstaltungen wie das Moers Festival dürften endgültig zur Disposition stehen.“ Eine Anfang Juni 2012 im Rahmen des Haushaltssanierungsplanes veröffentlichte „Streichliste“ sah vor, auch dieses Festival ab 2014 nicht mehr zu fördern. Um das Festival für Moers und NRW zu retten, war eine Förderung des Landes NRW im Gespräch.

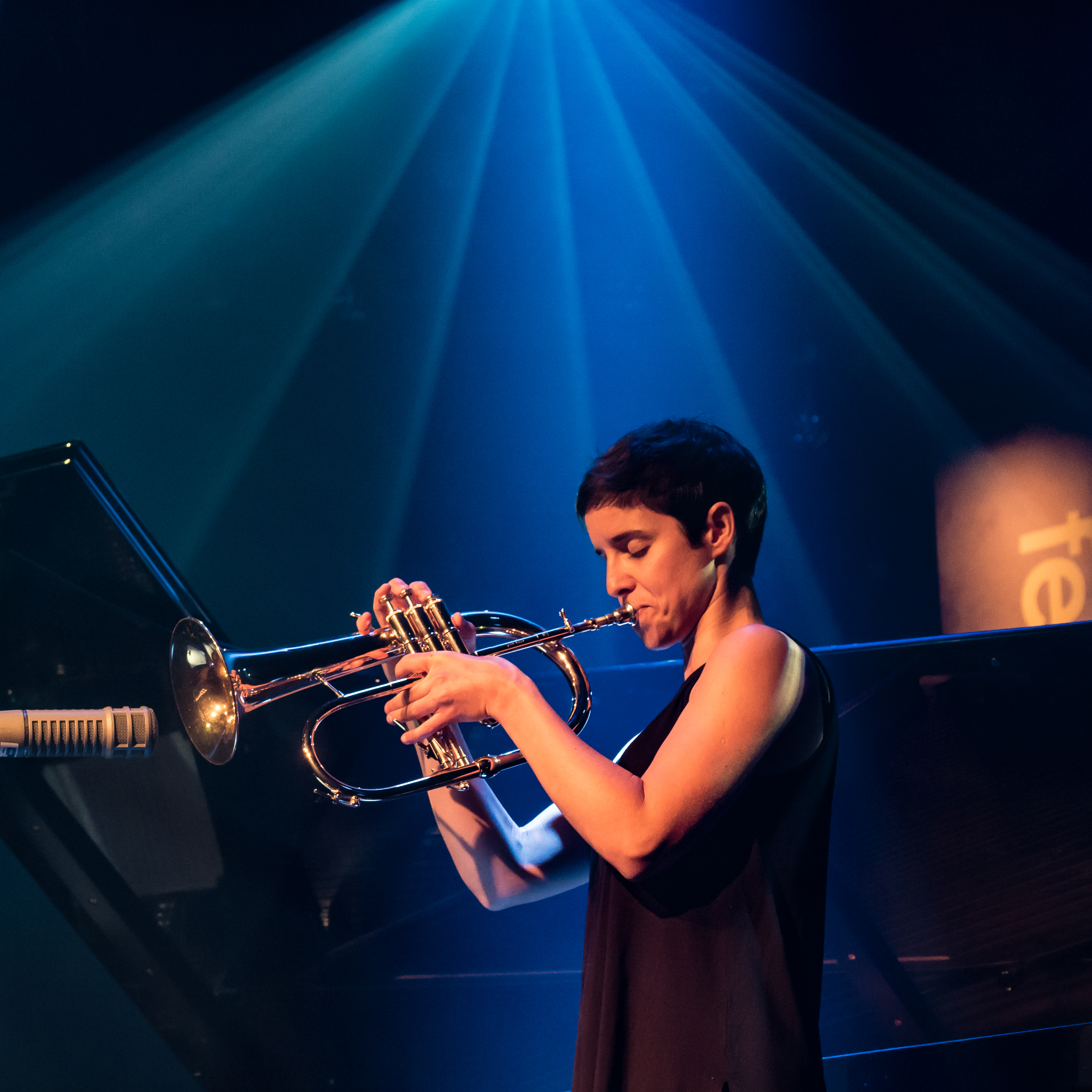
Susana Santos Silva 2016 beim Festival mit ihrem Flügelhorn

Seit 2014 findet das Festival wieder viertägig in der neuen, 2000 Besucher fassenden Festivalhalle am Standort Solimare statt. Mit der ehemaligen Tennishalle, deren Ausbau vom Land und vom Bund finanziell unterstützt wurde, hat es zum ersten Mal in seiner Geschichte eine feste Spielstätte. Für zahlende Festivalbesucher steht eine bewachte, kostenlose Campingfläche zur Verfügung. Besucher ohne Festivalticket können mit einer separat erhältlichen Campingkarte ebenfalls das Areal nutzen. Das Campen im Freizeitpark ist nicht mehr möglich. Der Händlermarkt wurde quantitativ stark reduziert und findet unmittelbar vor der Festivalhalle statt. 2014 kamen laut Veranstalter rund 12.000 Besucher zum Festival. Im Jahr 2015 wurde dem Festival der Europe Jazz Network (EJN) Award for Adventurous Programming 2015 verliehen.
Ab 2016 erhält das Festival für drei Jahre zusätzliche Mittel aus dem Bundeshaushalt. Der Veranstalter, die Moers Kultur GmbH, befindet sich nach erheblichen finanziellen Verlusten aus 2015 in einer finanziellen Schieflage, die die weitere Existenz der Moers Kultur GmbH und somit auch des Festivals bedroht. Nur durch eine 417.267-Euro-Bürgschaft der Stadt Moers konnte das Festival 2016 stattfinden. Im August 2016 erklärte Reiner Michalke nach weiteren Querelen finanzieller Natur mit dem Aufsichtsrat der Moers Kultur GmbH seinen Rücktritt als künstlerischer Leiter des Festivals. Seit Dezember 2016 ist der Moerser Tim Isfort neuer künstlerischer Leiter des Festivals, der ankündigte, ein „ganz neues Festival“ schaffen zu wollen. Zusätzlich zu den 24 Konzerten in der Festivalhalle gab es fast 60 Konzerte in der Stadt, im Schlosspark und im neu gestalteten Festivaldorf, sowie an weiteren zwölf Spielorten wie Röhre und Bollwerk 107.

### Moers Festival ab 2017
Nach dem Weggang Michalkes im August 2016 konnte der Kontrabassist und Komponist Tim Isfort als neuer künstlerischer Leiter gewonnen werden. Neben der womöglich nochmals gesteigerten stilistischen Bandbreite ist die starke Ausweitung des Programms auf zahlreiche Spielorte in der ganzen Stadt am augenfälligsten. Isfort versucht, das Festival wieder stärker in der Stadtgesellschaft und im städtischen Raum zu verorten und als Gesamtes zu inszenieren, dabei aber verfestigte Erwartungen ironisch zu unterlaufen. Dazu gehören theatral gestaltete Pressekonferenzen, erfundene Bands, aber auch zahlreiche Jugendprojekte, wie etwa der Kompositionswettbewerb moerster class (ehemals composer kids). Kritisch vermerkt wurde beim Festivaljahrgang 2019 eine gewisse Beliebigkeit im Programm. Auch erwiesen sich Podiumsdiskussionen, die auf dem Papier vielversprechend aussahen, in der Umsetzung als unfruchtbar und unnötig.
2020 fand das Moers Festival aufgrund der Corona-Pandemie als weltweit erstes analoges online-Festival statt und erzeugte ein internationales Medienecho. Ähnlich wie bereits 2020 fand wegen der COVID-19-Pandemie auch 2021 das Festival überwiegend ohne Live-Publikum statt und wurde stattdessen von arte übertragen; das neue Freiluftareal im Park erlaubte jedoch vier Konzertabende mit vor Ort anwesenden Zuschauern. 2023 war einer der Schwerpunkte die Bedeutung von György Ligeti für junge Jazzmusiker; zudem stand das Land Äquatorialguinea im Mittelpunkt.

### Improviser in Residence
Als Bestandteil des Festivals etablierte Michalke im Jahr 2008 (in Kooperation mit nimm! – Netzwerk Improvisierte Musik Moers) das Improviser-in-Residence-Projekt, bei dem ein Musiker für ein Jahr in der Stadt Moers lebt, arbeitet und Konzerte organisiert. Als Ansprechpartner für Projekte und künstlerische Koproduktionen arbeitet er bzw. sie mit Kindern, Jugendlichen und Erwachsenen.
Bisherige Improviser in Residence:
- 2008: Angelika Niescier
- 2009: Simon Rummel
- 2010: Sanne van Hek
- 2011: Achim Tang
- 2012: Ingrid Laubrock
- 2013: Michael Schiefel
- 2014: Julia Hülsmann
- 2015: Hayden Chisholm
- 2016: Carolin Pook
- 2017: John-Dennis Renken
- 2018: Josephine Bode[27]
- 2019: Emilio Gordoa[28]
- 2020: Mariá Portugal
- 2021: Talibam! (Matt Mottel & Kevin Shea)[29]
- 2022: Tomeka Reid[30]
- 2023: Recursion-Kollektiv (Christopher Retz, Steven Koch und Jan Krause)[31]
- 2024: Virginia Genta[32]
- 2025: Bart Maris[33]

Das Projekt wird von der Kunststiftung NRW gefördert.

## Filme
- Moers Festival 2006. Musikdokumentation, Deutschland, 2006, 90 Min., Produktion: WDR, Reihe: Rockpalast, Erstsendung: 16. Juli 2006, Inhaltsangabe vom WDR, (Memento vom 13. Februar 2009 im Internet Archive).
 Ein Jahr nach dem Rücktritt des Gründers Burkhard Hennen machte der WDR-Rockpalast die erste Dokumentation über das Festival.
- moers festival 2009. Rau, schnell, bunt – eine Festivalcollage. Festival-Dokumentation, Deutschland, 2009, 30 Min., Produktion: Kunsthochschule für Medien Köln (KHM).
- moers festival – Shortcuts. Filmische Rückblicke der Jahre 2010 bis 2015, Produktion: KHM.
- Music of the Now – Offstage at Moers Festival 2012. Konzertdokumentation, 30 Min., Buch und Regie: Jana Heinlein, mit Jon Irabagon, Carla Bley & Steve Swallow, Pablo Giw und Mirek Pyschny; online-Video.
- Moers Festival 2013 – Highlights des Festivals vom 17. bis 19. Mai 2013. 59 Min., Produktion: WDR, Reihe: west.art Jazzline, Erstsendung: 14. Oktober 2013.
- Moers Festival 2014. Konzertmitschnitte 6. bis 9. Juni 2014, Produktion: arte concert, Konzertmitschnitte.
- Moers Festival 2014. Konzert-Reportage, Deutschland, 2014, 44:00 Min., Buch und Regie: Tobias Kremer, Kamera: Studierende der Kunsthochschule für Medien Köln, Produktion: WDR, Online-Video.
- Moers Festival 2016. Konzert-Reportage, Deutschland, 2016, 58:50 Min., Produktion: WDR, Reihe: west.art Jazzline, Erstsendung: 6. November 2016, Online-Video, aufrufbar bis 6. November 2017.

## Hörfunk
- „In vielerlei Hinsicht das letzte Woodstock-Festival.“ Das New Jazz Festival in Moers. Hörfunk-Feature, Deutschland, 1992, ca. 55 Min., Buch und Regie: Gotthard Schmidt, Produktion: Sender Freies Berlin (heute: RBB).